# Atletismo nos Jogos Pan-Americanos de 2019 - 5000 m masculino
A competição dos 5000 m rasos masculino foi um dos eventos do atletismo nos Jogos Pan-Americanos de 2019, em Lima, no Peru. A prova foi realizada no dia 6 de agosto.

## Calendário
Horário local (UTC-5).
| Data        | Horário | Fase  |
| ----------- | ------- | ----- |
| 6 de agosto | 18:45   | Final |

## Medalhistas
| Ouro   | MEX Fernando Daniel Martinez |
| Prata  | BRA Altobeli da Silva        |
| Bronze | CHI Carlos Díaz              |

## Recordes
Recordes mundial e pan-americano antes da disputa dos Jogos Pan-Americanos de 2019.
| Tipo                             | Atleta          | Tempo    | Local          | Data                |
| -------------------------------- | --------------- | -------- | -------------- | ------------------- |
|                                  | Kenenisa Bekele | 12:37.35 | Hengelo        | 31 de maio de 2004  |
| Recorde dos Jogos Pan-Americanos | Ed Moran        | 13:25.60 | Rio de Janeiro | 23 de julho de 2007 |

## Resultados

### Final
Os resultados foram os seguintes:  
| Colocação         | Atleta                   | Nacionalidade      | Tempo    | Notas |
| ----------------- | ------------------------ | ------------------ | -------- | ----- |
| Medalha de ouro   | Fernando Daniel Martinez | MEX México         | 13:53.87 |       |
| Medalha de prata  | Altobeli da Silva        | BRA Brasil         | 13:54.42 |       |
| Medalha de bronze | Carlos Díaz              | CHI Chile          | 13:54.43 |       |
| 4                 | Federico Bruno           | ARG Argentina      | 13:55.75 |       |
| 5                 | José Juan Esparza        | MEX México         | 13:56.65 |       |
| 6                 | José Luis Rojas          | PER Peru           | 13:57.77 |       |
| 7                 | Ederson Pereira          | BRA Brasil         | 13:58.72 |       |
| 8                 | Josef Tessema            | USA Estados Unidos | 14:00.19 |       |
| 9                 | Mario Pacay              | GUA Guatemala      | 14:00.99 |       |
| 10                | Tyler Day                | USA Estados Unidos | 14:01.13 |       |
| 11                | Daniel Toroya            | BOL Bolívia        | 14:02.96 |       |
| 12                | Ivan Dario Gonzalez      | COL Colômbia       | 14:10.82 |       |

Legenda
| Recorde mundial                  | Recorde mundial (World record)               |                       | Recorde africano                      | Recorde africano (African) |                                           | Q | Classificado por posição (Qualified) |
| Recorde dos Jogos Pan-Americanos | Recorde pan-americano (Pan-American record)  | Recorde da América    | Recorde da América (Americas)         | q                          | Classificado por melhor tempo (Qualified) |   |                                      |
| Melhor marca do ano              | Melhor marca do ano (World leading)          | Recorde asiático      | Recorde asiático (Asian)              | DNS                        | Não largou (Did not start)                |   |                                      |
| Recorde nacional                 | Recorde nacional (National record)           | Recorde europeu       | Recorde europeu (European)            | DNF                        | Não terminou (Did not finish)             |   |                                      |
| Recorde pessoal                  | Recorde pessoal do atleta (Personal best)    | Recorde da Oceania    | Recorde da Oceania (Oceania)          | DSQ / DQ                   | Desclassificado (Disqualified)            |   |                                      |
| Recorde da temporada             | Recorde da temporada do atleta (Season best) | Recorde sul-americano | Recorde sul-americano (South America) | NM                         | Sem marca (No mark)                       |   |                                      |